# 野本絵理
野本 絵理（のもと えり、1969年2月24日 - ）は、日本の女性声優。千葉県出身。旧名は、馬田 賀弥子（ばだ かやこ）、馬田 かやこ、麻丘 夏未（あさおか なつみ）。

## 略歴
東京アナウンス学院出身。1994年から2012年5月までマウスプロモーションに所属していた。

## 人物
アニメ、外画の吹き替えを数多く担当しており、VP、ナレーション、舞台などでも活躍している。
趣味・特技はスキー、フルート。

## 出演

### テレビアニメ
1990年
- つる姫じゃ〜っ!（吾作[1]）

1990年
- クッキングパパ（保母、少年、大介の母、マリ 他）
- 勇者エクスカイザー（子供A）

1993年
- ムカムカパラダイス（ローザ姫[1]）

1994年
- それいけ!アンパンマン（アリアリ女王〈初代〉）
- D・N・A² 〜何処かで失くしたあいつのアイツ〜（店員）
- BLUE SEED（アナウンサー）

1995年
- バーチャファイター（ダミー、ドミニカ）
- ママはぽよぽよザウルスがお好き（磯部みどり先生）

1996年
- ハーメルンのバイオリン弾き（リラ）

1997年
- EAT-MAN
- VIRUS ‐VIRUS BUSTER SERGE‐（ビジョン）
- HARELUYA II BØY（ナオミ）
- 勇者王ガオガイガー（少年）

1998年
- serial experiments lain（秘書）
- 魔術士オーフェン（マリスの母）

1999年
- イソップワールド（ポーラ）
- 臣士魔法劇場 リスキー☆セフティ（綾瀬恵）
- セラフィムコール（赤崎先生、母親）
- ∀ガンダム（エストロリータ）
- 名探偵コナン（スチュワーデスA）
- レレレの天才バカボン（1999年 - 2000年、火事場の女、鉄壁な美代子）

2003年
- GAD GUARD（ヒルダ・F・ハーモニー）
- 人間交差点（看護士）

### OVA
1990年
- 機動戦士SDガンダムMk-III（キャラ・スーン、破羅守当音）

1993年
- らんま1/2 シャンプー豹変! 反転宝珠の禍

1996年
- KEY THE METAL IDOL（看護婦、猯尾谷の人々 他）
- 地獄堂霊界通信

2000年
- エクスドライバー

### 劇場アニメ
1995年
- ルパン三世 くたばれ!ノストラダムス（機内アナウンス）

1999年
- め組の大吾 火事場のバカヤロー（要救助者）

### ゲーム
1994年
- COMIC 爆れつハンター（町人1）

1995年
- 制服伝説プリティ・ファイターX（紺野警子）

1996年
- ガーディアンヒーローズ（カティ・サーク）
- 花札グラフィティー 恋々物語（茅野加奈子）

1998年
- 新世代ロボット戦記ブレイブサーガ（芹沢愛美）

2000年
- ブレイブサーガ2（芹沢愛美）

### 吹き替え

#### 映画
- 悪魔たち、天使たち
- イージー・マネー/一獲千金（アリスン〈ジェニファー・ジェイソン・リー〉）※テレビ東京版
- キャンディマン3（リナ）
- 刑事ジョー ママにお手上げ ※フジテレビ版
- ザ・クライアント 依頼人（カレン）※ソフト版
- 007 ゴールデンアイ（キャロライン）※ソフト版

#### テレビドラマ
- クライム・ストーリー（ロニー、ファーニー）
- パワーレンジャー（インストラクター）

#### アニメ
- ザ・シンプソンズ（科学者）

### ドラマCD
- KEY THE METAL IDOL RADIO PROGRAM #1「友だち」（女生徒B）
- ストリートファイターZERO2外伝 さくら・もっとも危ない女子高生（由美）